# Bythiospeum geyeri
Bythiospeum geyeri là một loài ốc nước ngọt rất nhỏ, động vật thân mềm chân bụng có mài sống trong môi trường nước ngọt trong họ Hydrobiidae.
Danh pháp khoa học geyeri được đặt theo tên nhà động vật học David Geyer (1855-1932).
Đây là loài đặc hữu của Úc.